# سیارک ۲۱۵۲۹
سیارک ۲۱۵۲۹ (به انگلیسی: 21529 Johnjames، نامگذاری:1998MF37) بیست و یک هزار و پانصد و بیست و نهمین سیارک کشف شده‌است که در ۲۶ ژوئن ۱۹۹۸ کشف شد.
قدر مطلق سیارک برابر ۳۵.۴ است.